# Bbibbi
"Bbibbi" (삐삐; Ppippi) là một bài hát được thu âm bởi ca sĩ kiêm nhạc sĩ Hàn Quốc IU, được phát hành dưới dạng kỹ thuật số vào ngày 10 tháng 10 năm 2018, thông qua Kakao M. Ca khúc tự viết do Son Myung-gab sản xuất. Sau đó bài hát đã đạt được thành tích ở vị trí số một trên Gaon Digital Chart. Bài hát được phát hành để kỷ niệm 10 năm kể từ khi IU ra mắt. Cô chia sẻ rằng lời của "Bbibbi" là nói về việc làm sao để giữ được khoảng cách an toàn trong một mối quan hệ, giống như giữa thần tượng và người hâm mộ. Tuy nhiên về sau, lời ca khúc lại bị chỉnh sửa thành tình yêu nam nữ nói chung.

## Bối cảnh
Vào ngày 1 tháng 10 năm 2018, IU đã công bố đĩa đơn mới thông qua các áp phích quảng cáo trên các tài khoản mạng xã hội khác nhau. Theo Kakao M, bài hát được viết để kỷ niệm mười năm kể từ khi IU ra mắt.

## Sáng tác
"Bbibbi" là một ca khúc thuộc thể loại Alt R&B với ca từ đanh thép, bài hát như một thông điệp "dằn mặt" mà IU muốn gửi tới những người đã buông lời cay đắng với mình, thông qua việc cô xoay quanh các bình luận về hình ảnh của mình. Sự chúy ý được đổ dồn đến khi cô thanh toán cho đơn hàng, bao gồm những từ và cụm từ như "yellow C-A-R-D" và "hello stu-P-I-D". "Bbibbi" dùng để chỉ máy nhắn tin trong tiếng Hàn, cụ thể là tiếng ồn mà thiết bị tạo ra trước khi mọi người để lại tin nhắn.

## Đón nhận
"Bbibbi" đã đứng đầu Bảng xếp hạng kỹ thuật số Gaon vào tuần kết thúc vào ngày 13 tháng 10, trở thành bài hát đứng top 1 thứ 20 của cô tại Hàn Quốc -nhiều nhất đối với bất kỳ nghệ sĩ nào.

## Video ca nhạc
Trong MV rực rỡ sắc màu, IU "thay hình đổi dạng" liên tục, khi thì đi lang thang với thời trang cao cấp, khi nhảy nhót trong trang phục hoài cổ, ném cả chồng báo đi như không bận tâm, nhìn ống nhòm khi quấn khăn theo kiểu của nghệ sĩ Grace Kelly như thể cô đang săn đám thợ săn ảnh. Khi hát, cô không quan tâm tới người khác và nói rằng đây "không phải việc của tôi", cô làm duyên nhìn vào máy quay và phô ra đủ mặt của mình.
Video hiện có hơn 156 triệu lượt xem, trở thành video âm nhạc Hàn Quốc phổ biến thứ hai của một nữ ca sĩ solo trong năm 2018.

## Giải thưởng
| Critic/Publication | List                                               | Rank | Ref.   |
| ------------------ | -------------------------------------------------- | ---- | ------ |
| Billboard          | Billboard's 100 Best Songs of 2018: Critics' Picks | 87   | [ 8 ]  |
| Billboard          | The 20 Best K-pop Songs of 2018: Critics' Picks    | 4    | [ 9 ]  |
| JawaPos            | 9 K-Pop Songs Popular Throughout 2018              | 7    | [ 10 ] |
| KultScene          | 50 Best K-pop Songs Of 2018                        | 50   | [ 11 ] |
| PAPER              | PAPER's Top 20 K-Pop Songs of 2018                 | 5    | [ 12 ] |
| SBS                | Top 100 Asian pop songs of 2018                    | 44   | [ 13 ] |
| Spotify            | Best of 2018: K-Pop                                | 18   | [ 14 ] |

| Publication | Accolade                         | Rank / Year | Ref.   |
| ----------- | -------------------------------- | ----------- | ------ |
| Medium      | 25 Best K-Pop Songs of the 2010s | 22          | [ 15 ] |

| Program          | Network | Date                      | Ref.   |
| ---------------- | ------- | ------------------------- | ------ |
| Music Bank       | KBS     | ngày 19 tháng 10 năm 2018 | [ 16 ] |
| Show! Music Core | MBC     | ngày 20 tháng 10 năm 2018 | [ 17 ] |
| Show! Music Core | MBC     | ngày 27 tháng 10 năm 2018 | [ 18 ] |
| Show! Music Core | MBC     | ngày 3 tháng 11 năm 2018  | [ 19 ] |
| Inkigayo         | SBS     | ngày 21 tháng 10 năm 2018 | [ 20 ] |
| Inkigayo         | SBS     | ngày 28 tháng 10 năm 2018 | [ 21 ] |
| Inkigayo         | SBS     | ngày 4 tháng 11 năm 2018  | [ 22 ] |

## Xếp hạng
| Chart (2018)                       | Peak position |
| ---------------------------------- | ------------- |
| New Zealand Hot Singles (RMNZ)     | 26            |
| Singapore (RIAS)                   | 26            |
| South Korea (K-pop Hot 100)        | 1             |
| South Korea (Gaon)                 | 1             |
| US World Digital Songs (Billboard) | 5             |

## Chứng nhận
| Quốc gia                                                                                 | Chứng nhận | Số đơn vị/doanh số chứng nhận |
| ---------------------------------------------------------------------------------------- | ---------- | ----------------------------- |
| Hàn Quốc (KMCA)                                                                          | Bạch kim   | 2.500.000*                    |
| Streaming                                                                                |            |                               |
| Hàn Quốc (KMCA)                                                                          | Bạch kim   | 100.000.000                   |
| * Chứng nhận dựa theo doanh số tiêu thụ. · Chứng nhận dựa theo doanh số phát trực tuyến. |            |                               |